# Riohacha
Riohacha is een stad en gemeente in Colombia en is de hoofdplaats van het departement La Guajira. In 2005 telde Riohacha 136.183 inwoners. 
Riohacha ligt aan de monding van de Ranchería in de Caribische Zee. De gemeente ligt ten westen van het La Guajira-schiereiland en het binnenland van de gemeente ligt in de La Guajira-woestijn.
De oorspronkelijke bevolking bestaat uit de Wayuu. De stad werd gesticht door de Spanjaarden op 6 augustus 1545.
De stad is de zetel van het rooms-katholieke bisdom Riohacha.

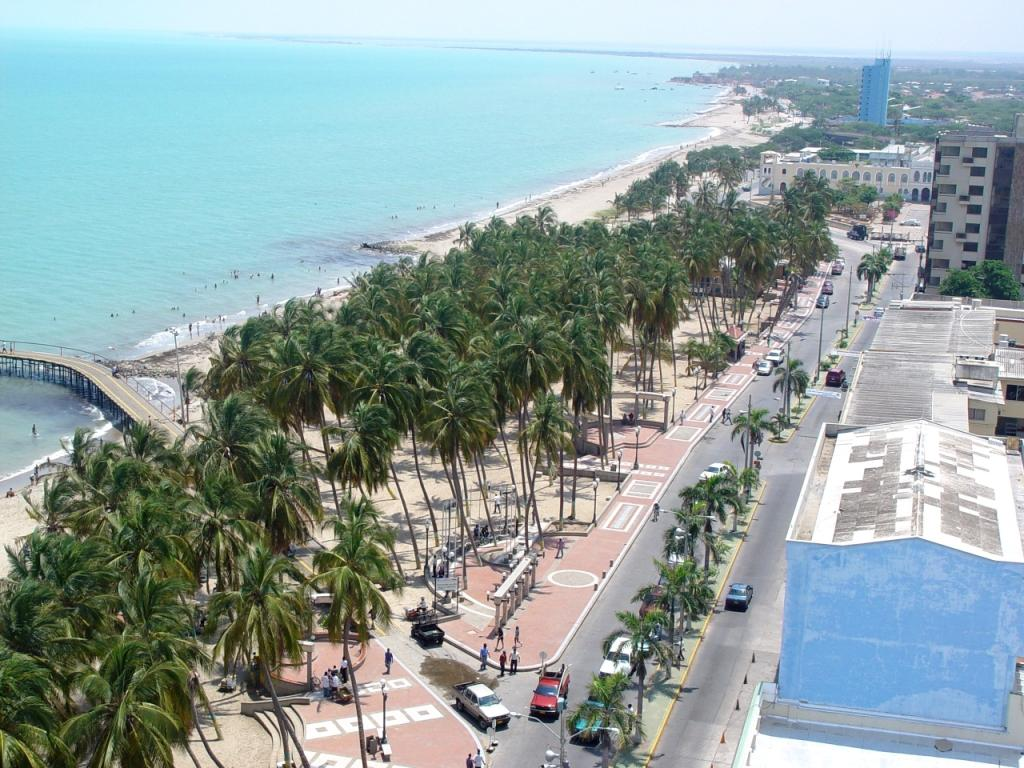
Het strand in Riohacha

## Geboren
- Arnoldo Iguarán (1957), voetballer